# Julien Leloup
Julien Leloup est un monteur franco-canadien[réf. nécessaire], né le 12 juillet 1972 à Nice.
Il est diplômé du département montage de La Fémis en 1998.
Il est notamment le monteur de la plupart des films d'Emmanuelle Bercot. Il a également réalisé un court métrage, Des anges (2001), qui a été primé entre autres à Cannes et à Clermont-Ferrand.

## Filmographie
Sauf indication contraire, les informations mentionnées dans cette section peuvent être confirmées par les bases de données cinématographiques IMDb et Allociné,  présentes dans la section « Liens externes ».
Sauf mention contraire, il est monteur des films suivants.

### Cinéma
- 1997 : Les Vacances (court métrage) d'Emmanuelle Bercot
- 1998 : La Puce (court métrage) d'Emmanuelle Bercot
- 2000 : Mabrouk Again (court métrage) de Hany Tamba
- 2000 : Scénarios sur la drogue, segment La Faute au vent d'Emmanuelle Bercot
- 2001 : Clément d'Emmanuelle Bercot
- 2001 : Des anges - réalisateur et scénariste
- 2002 : Novela (court métrage) de Cédric Anger
- 2003 : Quelqu'un vous aime... (court métrage) d'Emmanuelle Bercot
- 2004 : Les Parallèles (court métrage) de Nicolas Saada
- 2005 : Backstage d'Emmanuelle Bercot
- 2007 : Le Tueur de Cédric Anger
- 2011 : Beyrouth hôtel de Danielle Arbid
- 2012 : Les Infidèles d'Emmanuelle Bercot, Fred Cavayé, Alexandre Courtes, Jean Dujardin, Michel Hazanavicius, Éric Lartigau, Gilles Lellouche et Jan Kounen
- 2012 : After de Géraldine Maillet
- 2012 : Aujourd'hui (court métrage) de Nicolas Saada
- 2013 : Elle s'en va d'Emmanuelle Bercot
- 2014 : Sous les jupes des filles d'Audrey Dana
- 2014 : La prochaine fois je viserai le cœur de Cédric Anger
- 2015 : La Tête haute d'Emmanuelle Bercot
- 2016 : Wùlu de Daouda Coulibaly
- 2016 : La Fille de Brest d'Emmanuelle Bercot
- 2017 : Les Ex de Maurice Barthélemy
- 2018 : L'amour est une fête de Cédric Anger
- 2020 : The Host d’Andrew Newbery[2]
- 2020 : L'Étreinte de Ludovic Bergery
- 2021 : De son vivant d’Emmanuelle Bercot

### Télévision
- 2003 : Une preuve d'amour (téléfilm) de Bernard Stora
- 2004 : Suzie Berton (téléfilm) de Bernard Stora
- 2005 : Celle qui reste (téléfilm) de Virginie Sauveur
- 2006 : Pour l'amour de Dieu (téléfilm) d'Ahmed Bouchaala et Zakia Tahri
- 2006-2007 : Les Camarades (téléfilm en trois parties) de François Luciani
- 2008 : Elles et Moi (téléfilm en deux parties) de Bernard Stora
- 2009 : Un singe sur le dos (téléfilm) de Jacques Maillot
- 2009 : Suite noire (série télévisée), épisode Tirez sur le caviste d'Emmanuelle Bercot
- 2010 : Mes chères études (téléfilm) d'Emmanuelle Bercot
- 2011 : La Collection de Canal+ dans la collection Écrire pour... 5 fois Nathalie Baye, segment À l'abri de Jérémie Lippmann
- 2023 : B.R.I. de Jérémie Guez( Canal+ ; Création originale) - épisodes 2, 3 et 6.

## Distinctions
- Festival international du court métrage de Clermont-Ferrand 2002 : Grand Prix pour Des anges
- Festival international du film de Marrakech 2002 : sélection officielle en compétition (courts métrages) pour Des anges
- Festival de Cannes 2003 : Gras Savoye Award pour Des anges